# Tate Armstrong
Michel Taylor "Tate" Armstrong (nacido el 5 de octubre de 1955 en Moultrie, Georgia) es un exjugador de baloncesto estadounidense que jugó dos temporadas en la NBA. Con 1,91 metros de altura, lo hacía en la posición de escolta.

## Trayectoria deportiva

### Universidad
Jugó durante tres temporadas con los Blue Devils de la Universidad de Duke, en las que promedió 15,7 puntos y 2,6 asistencias por partido. En 1976 fue incluido en el mejor quinteto de la ACC, tras ser el mejor anotador de su equipo con 24,2 puntos por partido.

### Selección nacional
Armstrong fue convocado con la selección de baloncesto de Estados Unidos que compitió en los Juegos Olímpicos de Montreal 1976, en los que ganaron la medalla de oro. Jugó seis partidos, en los que promedió 2,6 puntos por partido.

### Profesional
Fue elegido en la decimotercera posición del Draft de la NBA de 1977 por Chicago Bulls, donde jugó dos temporadas con muy pocas posibilidades como base suplente. Su mejor campaña fue la 1977-78, en la que promedió 4,3 puntos y 1,1 asistencias por partido.
En 1979 fue enviado a San Antonio Spurs como compensación del fichaje del agente libre Coby Dietrick,  pero no llegó a debutar en el equipo, optando por la retirada. 

## Estadísticas de su carrera en la NBA

### Temporada regular
| Temporada | Edad | Equipo        | Liga | P  | TIT | MIN  | TC  | TCA | %TC  | 3P | 3PA | %3P | TL  | TLA | %TL  | R.OF. | R.DEF. | REB | ASIS | ROB | TAP | PER | FP  | PTS |
| 1977-78   | 22   | Chicago Bulls | NBA  | 66 |     | 10.8 | 2.0 | 4.2 | .468 |    |     |     | 0.3 | 0.4 | .815 | 0.4   | 0.7    | 1.0 | 1.1  | 0.3 | 0.0 | 0.9 | 0.6 | 4.3 |
| 1978-79   | 23   | Chicago Bulls | NBA  | 26 |     | 10.0 | 1.1 | 2.7 | .400 |    |     |     | 0.4 | 0.5 | .769 | 0.3   | 0.5    | 0.8 | 1.2  | 0.4 | 0.0 | 0.8 | 0.8 | 2.5 |
| Total     |      |               | NBA  | 92 |     | 10.6 | 1.7 | 3.8 | .454 |    |     |     | 0.3 | 0.4 | .800 | 0.3   | 0.6    | 1.0 | 1.1  | 0.4 | 0.0 | 0.9 | 0.7 | 3.8 |